# Proteuxoa niphosticta
Proteuxoa niphosticta là một loài bướm đêm trong họ Noctuidae.